# Trứng mòng biển

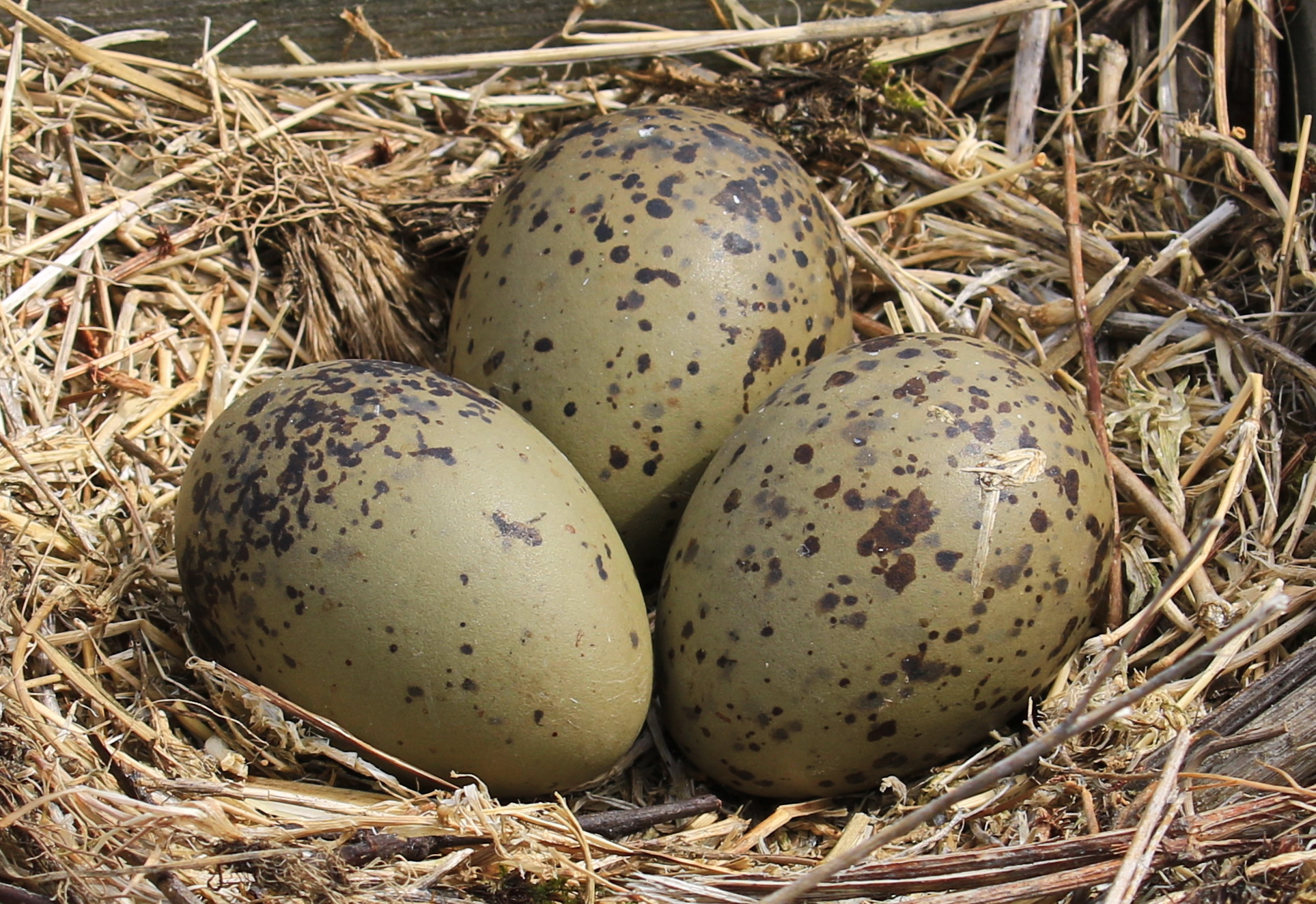
Một ổ gồm ba quả trứng mòng biển có thể ăn được, được chụp năm 2016 tại Na Uy

Trứng mòng biển được thu thập vào mùa xuân từ tổ của mòng biển hoang dã và có thể được sử dụng làm thức ăn. Trứng mòng biển thường có vỏ lốm đốm, giúp chúng ngụy trang với môi trường xung quanh. Hương vị của trứng mòng biển được mô tả là có vị của cá hoặc có vị mặn, gợi nhớ tới môi trường biển của chúng. Lòng trắng của trứng có màu trắng đặc trưng hoặc có thể là màu trắng đục khi nấu chín, còn lòng đỏ có màu cam gần như đỏ. Trứng mòng biển thường (nhưng không phải luôn luôn) có kích thước lớn hơn so với trứng gà; ví dụ, một quả trứng mòng biển cá trích thường nặng khoảng 85 g (3,0 oz). Một nguồn tin khác cho biết kích thước của trứng mòng biển nói chung gấp đôi kích thước của trứng gà.
Săn tìm trứng (egging) là hoạt động tìm kiếm và thu thập trứng chim hoang dã thời tiền sử. Việc săn tìm trứng mòng biển được thực hiện (ở các mức độ khác nhau) ở một số khu vực cận Bắc Cực, bao gồm Canada, Quần đảo Faroe và Greenland của Đan Mạch, Åland của Phần Lan, Iceland, Na Uy, Nga (bởi các dân tộc bản địa ở phía Bắc), Vương quốc Liên hiệp Anh và tiểu bang Alaska của Hoa Kỳ. Trứng mòng biển được thu thập từ nhiều loài chim trong họ Mòng biển, bao gồm mòng biển đầu đen, larus hyperboreus, larus glaucescens, mòng biển lớn lưng đen, mòng biển Heermann, các phân loài khác nhau của mòng biển cá trích, mòng biển cười, mòng biển nhỏ lưng đen, mòng biển Sabine, mòng biển mỏ ngắn và mòng biển phương Tây. Một cặp nhà động vật học cho biết: "Trứng mòng biển là một nguồn tài nguyên có thể tái tạo dễ dàng trong đó các ổ trứng bị tiêu diệt được thay thế."  Tuy nhiên, việc tạo ra trứng này không phải chỉ cần tới năng lượng của từng cá thể chim, mà là cả đàn chim, và về tổng thể có thể ảnh hưởng đến sự sống còn ở cấp độ loài. Trứng mòng biển cũng được coi là "chất chỉ thị sinh học tuyệt vời cho mức độ ô nhiễm môi trường". Các nhà độc chất học và các cơ quan y tế công cộng khuyến cáo rằng trẻ em và phụ nữ mang thai hoặc cho con bú không nên ăn trứng mòng biển.
Sản lượng trứng từ gia cầm nuôi và trứng chim hoang dã thường giúp đáp ứng nhu cầu thực phẩm khoảng thời gian thiếu đói vào đầu mùa xuân. Khi nướng bánh, trứng mòng biển được sử dụng để tăng độ xốp của bánh (so với việc sử dụng trứng gà theo cách tương tự),  và tạo ra một loại bánh trứng đường tuyệt hảo. Trong một số cộng đồng dân cư với số lượng ngư dân đông đảo, mối quan hệ giữa con người và chim mòng biển có thể được coi là quan hệ hỗ sinh. Con người nuôi dưỡng quần thể chim mòng biển bằng cách cung cấp nguồn thức ăn là ruột cá để trao đổi lấy việc tiếp cận trứng mòng biển phụ động hoặc theo mùa.

## Châu Âu

### Quần đảo Anh
Trứng mòng biển từ lâu đã được thu thập với số lượng nhất định ở Quần đảo Anh và được coi là một món ngon theo mùa ở Vương quốc Liên hiệp Anh. Trứng chim biển hoang dã đã từng được thu thập dọc theo eo biển Anh. Đôi khi, trứng mòng biển cũng được sử dụng để bổ sung cho đàn gà nhà (Gallus gallus domesticus): khi gà mái đòi ấp quyết định ấp trứng, chủ nhà có thể thu thập trứng của chim mòng biển thay vì để gà ấp. Điều này giúp duy trì đàn gà nếu không có gà trống để thụ tinh. Nông dân ở Vương quốc Anh cũng thu hoạch trứng mòng biển để giảm số lượng chim mòng biển, được coi là có thể đem đến dịch bệnh và sử dụng chúng làm phân bón giàu nitơ và canxi cho cánh đồng của họ. Truyền thuyết kể rằng ở thời kỳ tiền sử, tất cả các tổ đầu tiên của chim mòng biển đều bị đập vỡ trong một ngày. Điều này khiến đàn chim mòng biển phải đồng loạt đẻ trứng, giúp cho người thu hoạch trở lại trong vòng một tuần và đảm bảo trứng được tươi ngon. Theo một báo cáo vào năm 1906, sau khi chim mòng biển bắt đầu việc làm tổ vào tháng 3, hai ổ trứng đầu tiên mà chim mòng biển đẻ trong các đầm nước mặn và đầm lầy kiềm của Anh sẽ được đưa đi tiêu thụ hoặc bán đi, còn ổ trứng thứ 3 sẽ được giữ nguyên để chim mòng biển mái tiếp tục ấp, "nếu không, chúng và đồng loại sẽ không bao giờ đặt chân vào đầm lầy nữa." Vào tháng 5 năm 1912, hai thanh niên ở Fife, Scotland, đã bị buộc tội sở hữu bất hợp pháp bảy quả trứng vịt eider, vi phạm Lệnh Bảo vệ Chim Hoang dã năm 1880 (43 &; 44 Vict. c. 35). Khi bị bắt, hai người đàn ông này cũng sở hữu 654 quả trứng mòng biển hoàn toàn hợp pháp. Hai thập kỷ sau, một bức thư gửi cho một tờ báo ở Scotland miêu tả cảnh săn tìm trứng chim mòng biển trên một cái hồ; Những quả trứng "bị nhấc lên khỏi tổ của chúng bằng một cái muỗng được gắn vào một cây sào dài".
Trong Chiến tranh thế giới thứ nhất, chính phủ Vương quốc Liên hiệp Anh khuyến khích việc thu thập trứng mòng biển như một nguồn cung cấp bổ sung cho trứng gà, vốn có nguồn cung hạn chế tại thời điểm đó. Chính phủ đưa ra hướng dẫn chính thức rằng trứng mòng biển nên được luộc và ăn nguội, cũng như phát hành tờ Truyền đơn Sản xuất Thực phẩm số 30 với hướng dẫn đặc biệt về việc thu thập trứng mòng biển. Trong Chiến tranh thế giới thứ hai, khi khan hiếm trứng gà tái xuất hiện tại Vương quốc Liên hiệp Anh trên mặt trận nội địa (do chế độ phân phối thực phẩm), việc thu hoạch trứng mòng biển hoang dã trở thành một sự thay thế phổ biến. Trứng của mòng biển đầu đen (Chroicocephalus ridibundus) từ lâu đã được sử dụng để làm giả trứng của chim te mào, vốn là một món hàng xa xỉ (mặc dù vẫn có những tranh luận đang nổ ra về sự khác biệt về hương vị của chúng), và do đó đã tạo nên mạng lưới thị trường trứng mòng biển, chẳng hạn như 20.000 quả trứng mòng biển được nhập đều đặn hàng năm từ Scoulton Mere ở Norfolk. Ngay sau khi Chiến tranh thế giới thứ hai kết thúc, Rupert Baring, Nam tước Revelstoke thứ 4 đã bán hơn 100.000 quả trứng mòng biển mỗi năm cho cư dân thành thị. Năm 1948, khoảng 50.000 quả trứng mòng biển đã được thu hoạch từ Đảo Rat thuộc Cửa sông Colne và vận chuyển đến các nơi tiêu thụ ở Luân Đôn, khiến trên đảo chỉ còn lại 13 quả trứng trong 5 tổ.
Hiện nay, việc săn tìm trứng mòng biển ở Vương quốc Liên hiệp Anh được quy định chặt chẽ. Tuy nhiên, vẫn có những trường hợp săn trộm trứng mòng biển được ghi nhận, bao gồm các vụ việc tại Holmfirth, Tây Yorkshire, Cảng Poole, Dorset và Quần đảo Copeland ngoài khơi Bắc Ireland. Có ít hơn 100 người được cấp phép săn và thu thập trứng mòng biển ở Anh Quốc, và chỉ những người săn tìm trứng có giấy phép hành nghề mới được thu thập một số lượng hạn chế trứng mòng biển từ một số địa điểm hạn chế trong một số ngày giới hạn. Từ giữa thế kỷ 20, thị trường trứng chim hoang dã ở Luân Đôn chủ yếu đã được thay thế bởi trứng của mòng biển đầu đen, một phần lớn là do thị trường bị ảnh hưởng bởi sự làm giả của trứng chim te mào. Trứng của mòng biển đầu đen từ lâu đã được thu thập ngoài khơi vùng đầm lầy Northumberland. Trong thập niên 2000, khoảng 10.000 quả trứng mòng biển đã được lấy hàng năm từ Scottish Borders. Thu hoạch trứng mòng biển ở eo biển Solent được cho là có lợi cho nhàn mào sandwich (Thalasseus sandvicensis), loài có thể sẽ bị ăn thịt bởi những con chim nhạn đang xây tổ; việc thu hoạch trứng mòng biển sex thúc đẩy chúng tiếp tục việc sinh đẻ và trì hoãn những hành động gây hại cho chim nhạn trong ba tuần.

### Scandinavia
Ngoài thế lực tự nhiên ra, kẻ thù duy nhất của loài mòng biển thì chính là bọn chúng, và vào mùa xuân thì là con người.— Erik Christian Haugaard, Hakon of Rogen's Saga (1963)

Trứng mòng biển được bán trong nhiều cửa hàng ở Na Uy. Người Na Uy thường kết hợp trứng mòng biển với bia Mack, được gọi là Mack-øl og måseegg. Có những lo ngại về việc các nhà sưu tầm lấy nhầm trứng của loài mòng biển xira chân đen dễ bị tổn thương (Rissa tridactyla) thay vì lấy trứng của mòng biển như chủ định. Cơ quan An toàn Thực phẩm Na Uy không khuyến khích trẻ em và phụ nữ mang thai tiêu thụ trứng mòng biển, do hàm lượng vượt ngưỡng an toàn của các hợp chất độc hại bao gồm polychlorinated biphenyl (PCB) và dioxin. Ở Svalbard, việc săn tìm trứng chim biển thường bị cấm, tuy nhiên, "Thống đốc của Svalbard có thể cấp giấy phép đặc biệt để cho phép thu thập trứng" từ các loài chim như vịt nhung thường (Somateria mollissima), mòng biển lưng đen lớn (Larus marinus) và mòng biển glaucous (Larus hyperboreus). Trên lục địa Phần Lan, việc săn tìm và thu hoạch trứng chim biển đã bị cấm từ năm 1962. Ở Iceland, việc thu hoạch trứng từ tổ của mòng biển đầu đen, mòng biển lớn lưng đen, mòng biển nhỏ lưng đen (Larus fuscus), mòng biển cá trích (Larus argentatus argenteus) và mòng biển glaucous là hợp pháp cho đến ngày 1 tháng 6 trong năm.

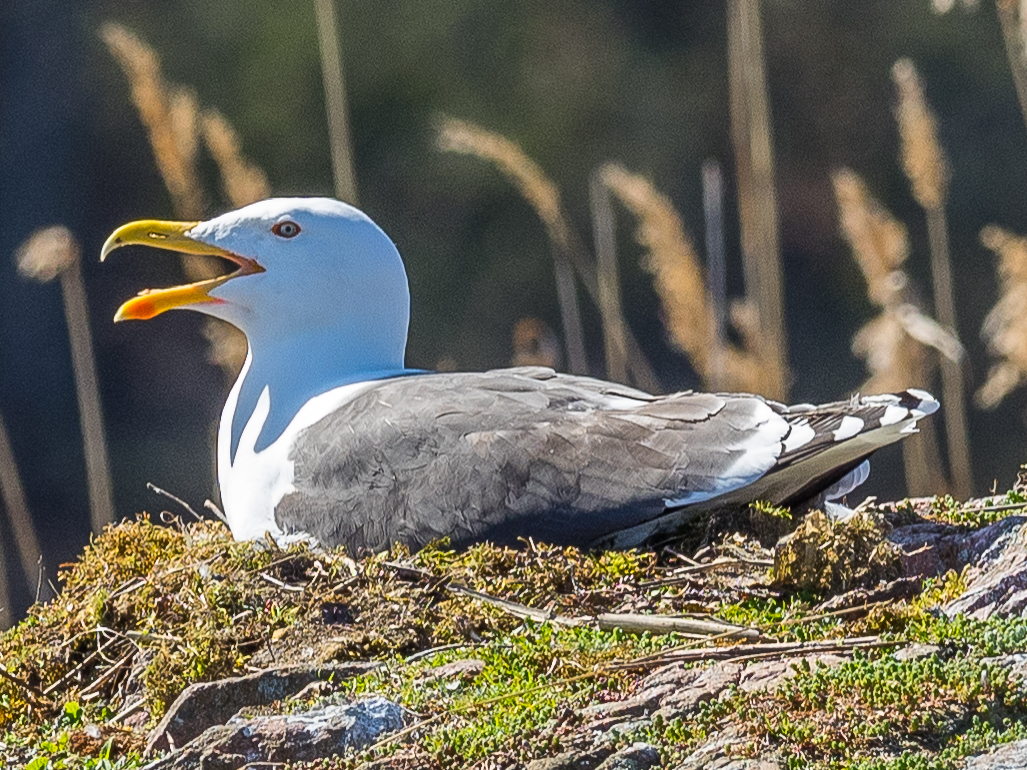
Mòng biển lớn lưng đen (Larus marinus) ngồi trên ổ trứng ở Thụy Điển năm 2016

## Bắc Mỹ
Greenland cho phép việc thu thập trứng mòng biển lưng đen lớn cho mục đích cá nhân đến ngày 31 tháng 5 hàng năm, và trứng mòng biển glaucous đến ngày 15 tháng 6.
Trong quá khứ, trứng mòng biển cá trích châu Mỹ (Larus smithsonianus) đã từng được thu thập ở các tỉnh phía đông của Canada và thỉnh thoảng được bảo quản bằng thủy tinh lỏng trong suốt thời gian còn lại của năm. Các người bản địa thu hoạch trứng mòng biển hoang dã là người Ahousat và Anaham tại British Columbia, Canada. Gia đình người Ahousat thường đi thu hoạch trứng mòng biển ba lần trong một tuần vào tháng Sáu, và họ thường lấy một trong ba quả trứng có trong mỗi tổ.
Các cộng đồng bản địa Alaska từ lâu đã thực hiện việc thu thập trứng của mòng biển cánh glaucous (Larus glaucescens) trong mùa từ giữa tháng Năm đến giữa tháng Sáu hàng năm. Tuy nhiên, vào những năm 1960, Dịch vụ Công viên Quốc gia Hoa Kỳ đã cấm tập tục truyền thống này trong vùng đất truyền thống của bộ tộc Tlingit. Trải qua hơn 50 năm sau khi việc thu thập hàng năm bị gián đoạn, vào năm 2014, Đạo luật Sử dụng Trứng Mòng Biển Truyền Thống Huna Tlingit được chính phủ liên bang Hoa Kỳ thông qua, cho phép người Tlingit thu thập trứng mòng biển tại năm địa điểm trong Công viên Quốc gia Vịnh Glacier. Frank Wright Jr., chủ tịch Hiệp hội Người Thổ dân Hoonah, đã nhấn mạnh về tầm quan trọng của việc này: "Những người lớn tuổi cần thực phẩm truyền thống của họ, vì nó có tác dụng chữa lành."  Cộng đồng Iñupiat cũng sử dụng một quả trứng mòng biển thay cho hai quả trứng gà khi nướng. Ngoài ra, người Yup'ik cũng tham gia vào việc thu hoạch trứng chim biển và mòng biển với sự quản lý cẩn thận. Theo một bài miêu tả trên tạp chí Edible về cuộc săn trứng Yup'ik, đôi khi một quả trứng được thu hoạch sau khi đã được ấp trong vài ngày. Những quả trứng này có lòng đỏ có kết cấu dày giống như sữa trứng và lòng trắng sẽ chảy nước khi đun sôi. Trứng mòng biển thu thập từ bờ biển Alaska có thể được sử dụng trong các món bánh trộn đóng hộp phổ biến trong cộng đồng Alaska.
Săn tìm trứng mà không có giấy phép là bất hợp pháp ở Hoa Kỳ lục địa theo các luật liên bang khác nhau bao gồm Đạo luật Lacey năm 1900, Đạo luật Hiệp ước Chim Di cư năm 1918 và Đạo luật Các loài có nguy cơ tuyệt chủng năm 1969. Vào thế kỷ 19, trứng mòng biển phương Tây (Larus occidentalis) đã từng được đưa đến Quần đảo Farallon ngoài khơi San Francisco để tiêu thụ riêng, vào đầu mùa hàng năm, trước khi trứng của các loài chim biển khác phổ biến rộng rãi. Trứng mòng biển Heermann (Larus heermanni) đã được thu hoạch từ các đảo thuộc Baja California, México.